# Thin Line
Thin Line è il quattordicesimo album in studio del cantante statunitense Billy Ray Cyrus, pubblicato nel 2016.

## Tracce
1. Thin Line (featuring Shelby Lynne) – 4:30 (Billy Ray Cyrus)
2. Lovin' Her Was Easier (Than Anything I'll Ever Do Again) – 5:07 (Kris Kristofferson)
3. They're Playin' Our Song – 3:52 (Bob DiPiero, John Jarrard, Mark D. Sanders)
4. My Heroes Have Always Been Cowboys – 3:03 (Sharon Vaughn)
5. Stop Pickin' on Willie – 3:09 (B. R. Cyrus, Corky Holbrook, Terry Shelton)
6. Sunday Morning Coming Down (featuring Shelby Lynne) – 5:00 (Kristofferson)
7. Tulsa Time (featuring Joe Perry) – 4:02 (Danny Flowers)
8. Hillbilly On – 4:05 (Dean Alexander, Skip Black, Brian Maher)
9. Killing the Blues (featuring Shooter Jennings) – 3:51 (Rowland Salley)
10. I've Always Been Crazy (featuring Shooter Jennings & Lee Roy Parnell) – 4:28 (Waylon Jennings)
11. Hey Elvis (featuring Bryan Adams & Glenn Hughes) – 4:11 (Adams, Gretchen Peters)
12. Help Me Make It Through the Night (featuring Kenley Shea Holm) – 3:10 (Kristofferson)
13. Hope (Let It Find You) – 4:25 (B. R. Cyrus, Jason Charles Miller, Andrew Rollins)
14. Going Where the Lonely Go (featuring Braison Cyrus) – 4:09 (Merle Haggard, Dean Holloway)
15. Angels Protect This Home (featuring Miley Cyrus) – 8:57 (B. R. Cyrus, Miley Cyrus)